# Carpe miroir

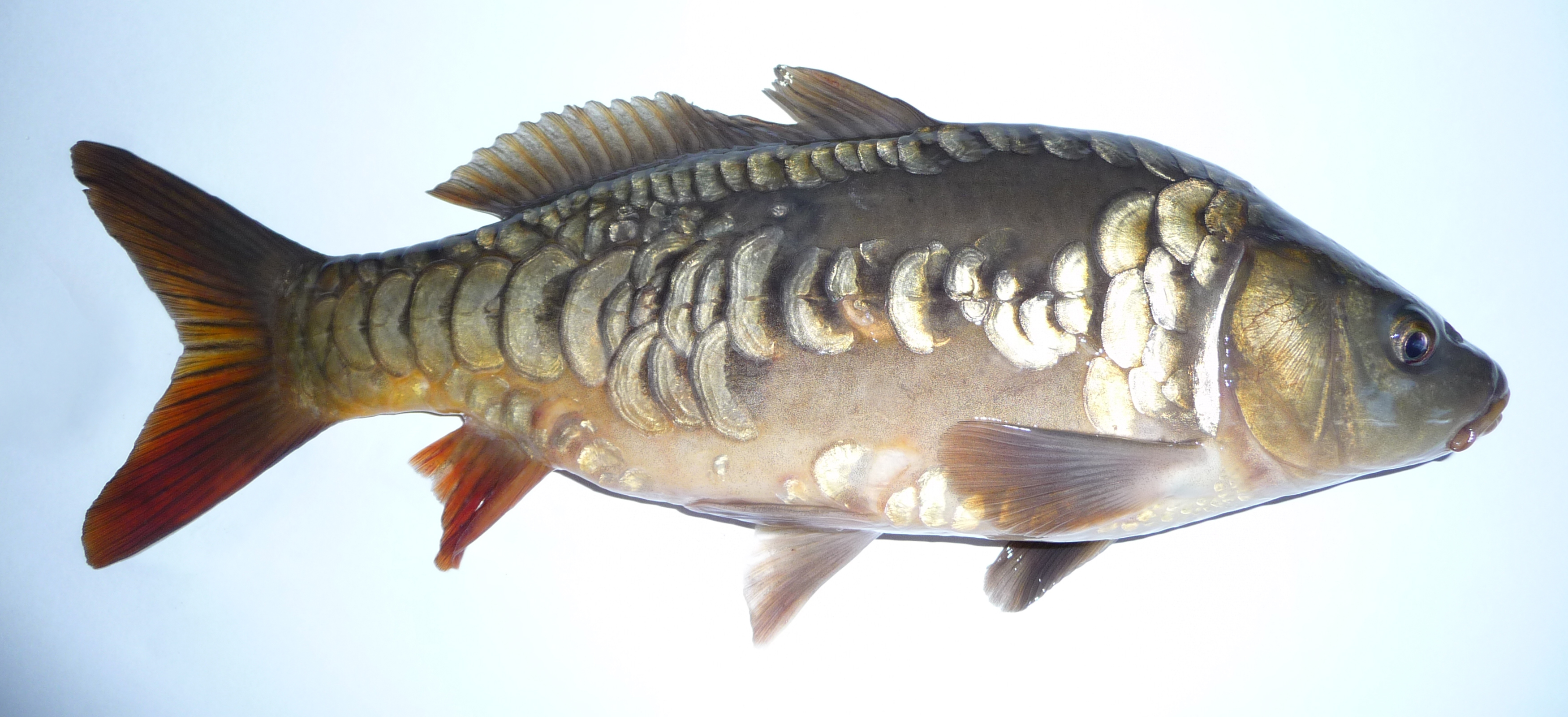
Une carpe miroir posée sur un support blanc.

La carpe miroir est une variété de Carpe commune (Cyprinus carpio) répandue en Europe. Elle se caractérise par des écailles particulières, comprenant de grandes écailles miroitantes, irrégulièrement disposées et de tailles différentes. La Carpe miroir est issue de la sous-espèce Cyprinus carpio carpio,.